# Wilde liguster
De wilde liguster (Ligustrum vulgare) is een struikvormige plant uit de olijffamilie (Oleaceae). De plant komt van nature voor in de Benelux en op alle continenten behalve Amerika en Antarctica.

## Algemeen
De wilde liguster is een snelle groeier die in de winter afhankelijk van de laagste temperatuur zijn bladeren behoudt. Omdat de plant goed tegen snoeien kan, wordt deze veel gebruikt in heggen. Het gebruik van de uit Japan afkomstige haagliguster (Ligustrum ovalifolium) voor dit doel komt echter vaker voor. De wilde liguster bloeit van juni tot augustus en heeft zwarte besjes, die voor mensen dodelijk giftig zijn, maar door vogels gegeten worden.
De bloemen van de wilde liguster hebben een sterke geur. Bij regelmatig gesnoeide hagen zal de plant echter meestal niet of met slechts enkele bloemen bloeien. Ongesnoeid kan hij tot 5 meter hoog worden.
De wilde liguster is zoals alle planten uit het geslacht Ligustrum giftig.

## Groeiplaats
De wilde liguster komt van nature voor in de duinen, langs rivieren, en in Zuid-Limburg en Drenthe op kalkhoudende gronden.

### Syntaxonomie
De wilde liguster is een kensoort voor het liguster-verbond (Berberidion vulgaris).

## Exoot in Amerika
De wilde liguster is in Amerika geïntroduceerd en wordt daar nu als exoot bestreden. Hij verdringt er van nature voorkomende soorten.

## Waardplant
De wilde liguster is een waardplant voor de microvlinders:
- Grauwe steltmot (Caloptilia cuculipennella)
- Seringensteltmot (Gracillaria syringella)
- Blauw smalsnuitje (Eupoecilia ambiguella)
- Azuurbladroller (Spatalistis bifasciana)
- Winterbladroller (Exapate congelatella)
- Zilvervlekbladroller (Pseudargyrotoza conwagana)
- Heggenbladroller (Archips rosana)
- Anjermot (Cacoecimorpha pronubana)
- Tuinbladroller (Clepsis consimilana)
- Vruchtbladroller (Adoxophyes orana)
- Fijngestreepte haakbladroller (Ancylis apicella)
- Gewone coronamot (Anania coronata)
- Satijnlichtmot (Palpita vitrealis)